# Holzlar
Holzlar is een plaats ingesloten in het stadsdistrict Beuel van de plaats Bonn in Duitsland. Het is gelegen ten oosten van de Rijn en ten noorden van het Zevengebergte. Holzlar heeft een bevolkingsaantal van ongeveer 11.000 en bestaat uit de vroegere steden Holzlar, Kohlkaul, Heidebergen, Roleber en Gielgen. De grenzen van deze steden zijn tegenwoordig niet meer zichtbaar.

## Geschiedenis en heden

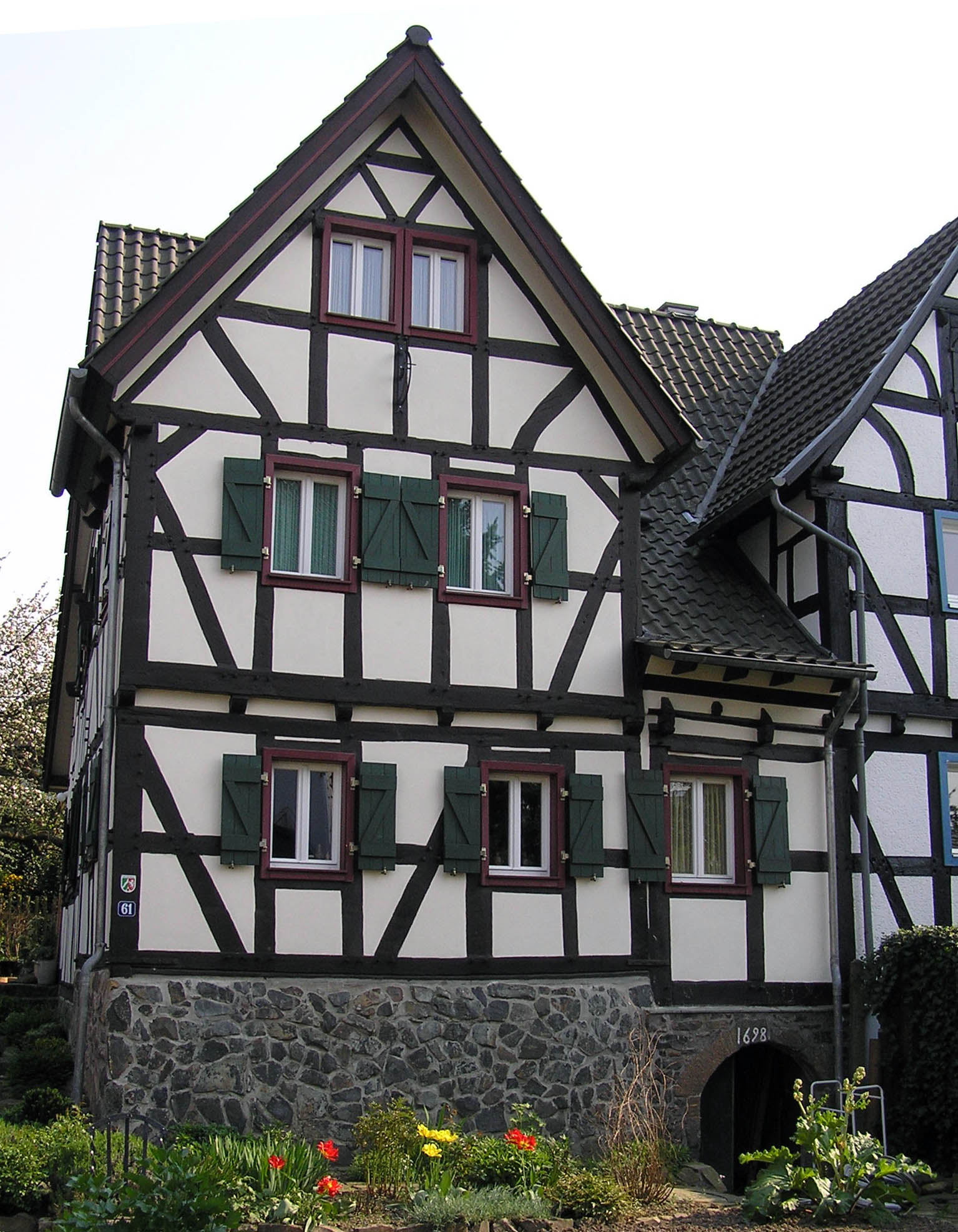
Gerestaureerd huis uit 1698 in Holzlar

De eerste gedocumenteerde verwijzing naar Holzlar komt uit 1394, waar het "Hultzelar" genoemd wordt. Andere namen die gebruikt worden zijn Hultzlair, Holtzlar, Holtzlohr, Holzlahr and Holtzlahr.
In 1780 startte de verwerking van kolen, kort nadat de broers Leopold en Abraham Bleibtreu vastgoed kochten in Holzlar-Kohlkaul en kolen en aluminium gingen verwerken.
1969 Holzlar werd een onderdeel van Bonns district Beuel. Voor 1969 hoorde Holzlar bij Amt Menden.

Vandaag de dag bevinden de duurdere huizen zich vooral in Roleber, Gielgen, Heidebergen and Holzlar. In het noorden van Holzlar-Kohlkaul staan veel goedkope flats met een hoog percentage immigranten, een achterstandswijk.

## De watermolen

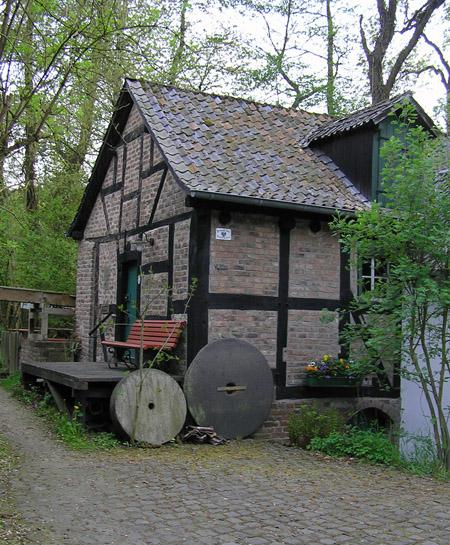
Watermolen Holzlar

Holzlar heeft een bijzonderheid, de watermolen van Holzlar genaamd. Voor zover bekend de enige werkende historische watermolen in de omgeving van Bonn. De watermolen is een vroeg-industrieel monument. Er is niet veel informatie over zijn geschiedenis beschikbaar. Het wordt verondersteld dat de watermolen hoorde bij de Burghof, gegeven aan Wilhelm von Nesselrode in 1502 en vernietigd tijdens de oorlog in de 16e eeuw.
In het midden van de 19e eeuw werd de molen van Earl von Nesselrode gekocht door de familie Reuters. De familie Reuters werd in het begin van de 19e eeuw genoemd als zijnde de eigenaar. De molen werd gesloten in de jaren 50 van deze eeuw.

In 1989 werd de Holzlarer "Mühlenverein” opgericht. Deze stichting kocht de molen en zorgde mede voor de restauratie. Vandaag de dag is de molen een officieel monument in Bonn en geniet daardoor bescherming.

## De oude protestante begraafplaats

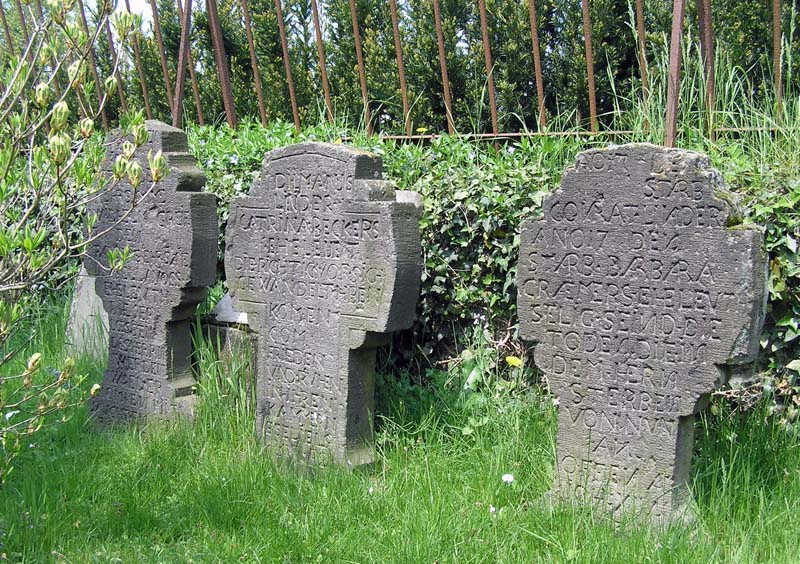
Oude protestante begraafplaats

De begraafplaats bevindt zich tussen de Hauptstraße en de Hövelweg in Holzlar. Deze begraafplaats heeft een grootte van 330 vierkante meter en heeft ongeveer 50 beschermde graven. Het is een van de oudste protestantse begraafplaatsen in het Rijnland. De begraafplaats startte als een familiebegraafplaats voor de familie Linder in het midden van de 17e eeuw. De oudste grafsteen heeft de inscriptie "M. Linder" en komt uit 1658. De begraafplaats is ook wel "Linders Garten" genoemd. (tuin van Linder) Een straatnaam dicht bij de begraafplaats heet "Lindershausweg", een herinnering aan de familie Linder.

In 1819 werd de begraafplaats uitgebreid door Leopold Bleibtreu. Vandaag de dag bevinden zich er 14 grafstenen met de inscriptie "Bleibtreu". De begraafplaats werd gesloten in 1968 en staat op de monumentenlijst.

## Landschap en zeldzame dieren

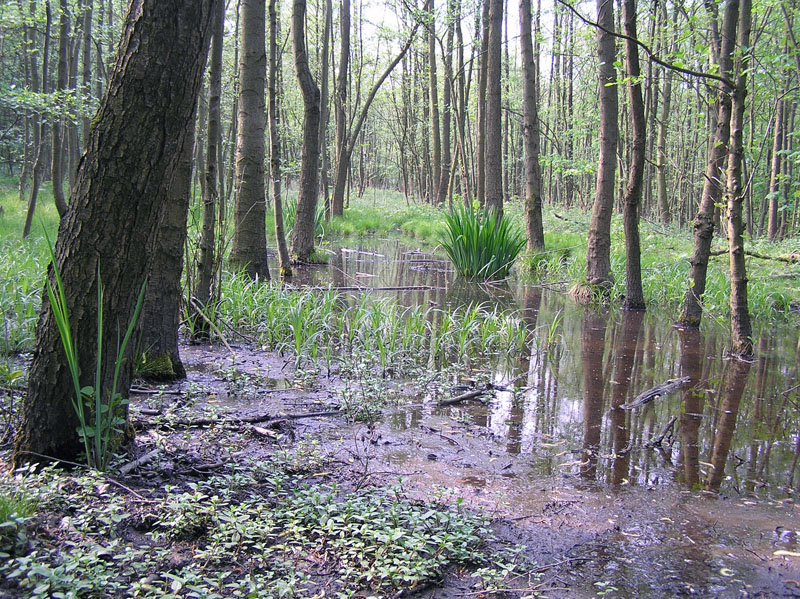
Ennert

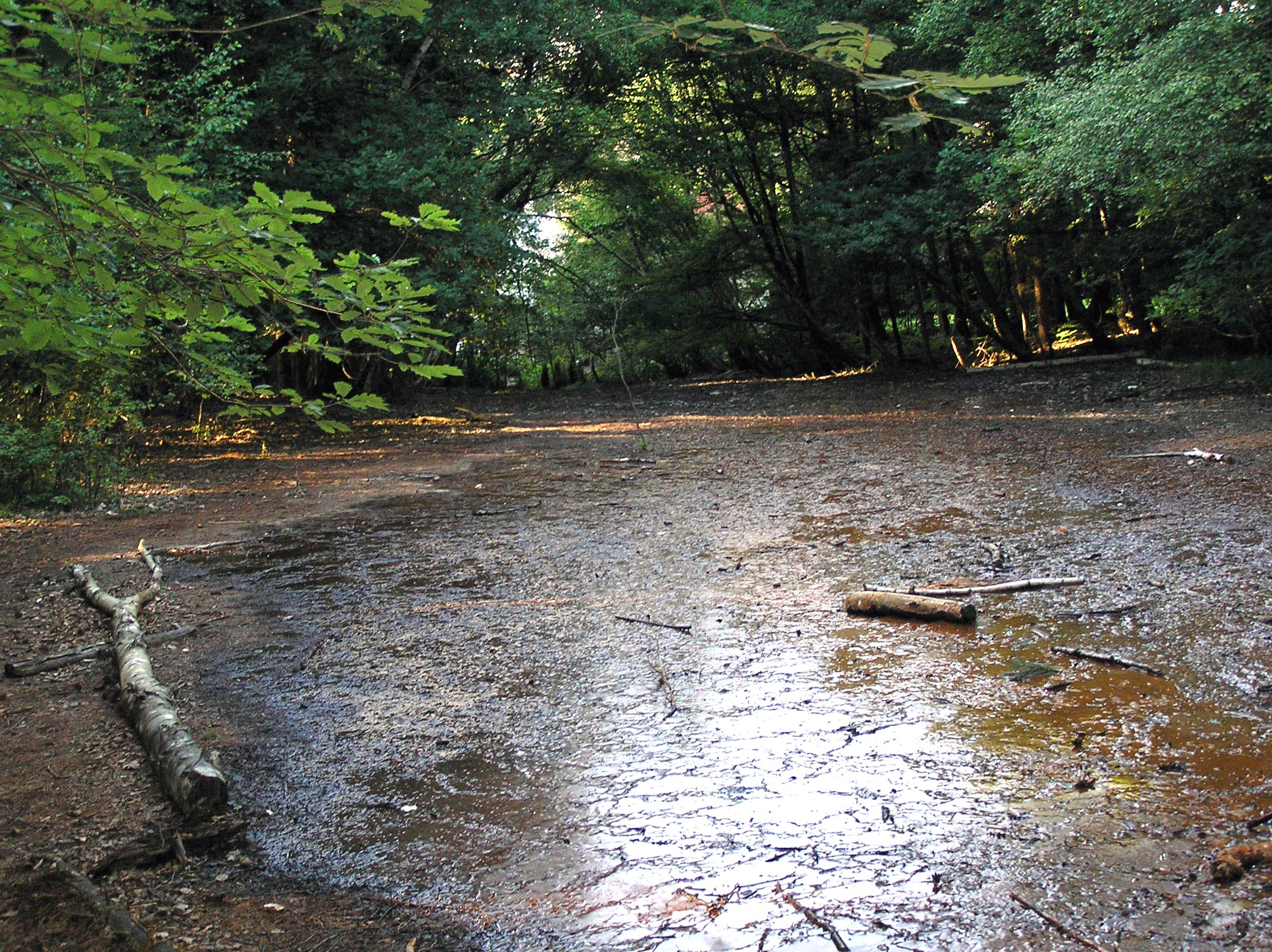
„Rode beek“ in de Ennert

Het landschap van Holzlar in het zuiden en oosten wordt gedomineerd door bossen, beken, meren en vijvers. In het centrum van Holzlar bevindt zich een natuurreservaat.
Het bos "Ennert" is een voornamelijk gemengd bos met een aantal enorme eiken. Het is een natuurreservaat en er bevinden zich veel wandelroutes. Vandaar dat "De Ennert" populair is als recreatiegebied voor de omgeving van Bonn. Er bevinden zich veel bronnen in Ennert. Sommige staan niet op de kaart. De namen die wel op de kaart staan zijn:
- Alaunbach
- Ankerbach
- Pechsiefen
- Holtdorfer Bach
- Mühlenbach

Zelfzame dieren als de vuursalamander, grote bonte specht en hazelworm leven in het bos of beken en meren.
In het noordwesten van Holzlar bevinden zich geen bossen en meren, maar landbouwgronden.